# Magma (tvrtka)
Magma d.d. je hrvatska tvrtka osnovana 1989. godine sa sjedištem u Zagrebu, djeluje kao podružnica NFI Empik Media & Fashion S.A.
Putem svojih podružnica, djeluje kao trgovac za modu, sport, igračke, proizvoda za bebe i opreme za uređenje doma pod vlastitim brandom, kao i pod različitim međunarodnim brandovima u Hrvatskoj, Srbiji, Bosni i Hercegovini, Sloveniji, Mađarskoj, i Hong Kongu.
Njezini maloprodajni lanci obuhvaćaju Turbo limač, maloprodajni lanac proizvoda za djecu, uključujući i odjeću i obuću za djecu u dobi od 0 do 14, izbor igara i igračaka, slikovnice, multimediju, sportske artikle i školski pribor te namještaj i oprema za jaslice. Turbo sport je sportski lanac koji nudi odjeću i obuću, kao i opremu za razne olimpjske, ekstremne i rekreacijske sportove. Magma modne trgovine koje nude odjeću za cijelu obitelj i Magma home koja nudi proizvode za opremanje domova, uključujući proizvode za uređenje dnevnog boravka, spavaće sobe, jaslica, kuhinje, kupaonice, i sezonske je artikle.
31. prosinca 2008., tvrtka je imala 75 Turbo limač trgovina, 27 Turbo sport trgovina, 38 Magma modnih trgovina i 13 nezavisnih lokacija modne marke Urban Republic te 15 Magma home trgovina. Također djeluje kao distributer različitih svjetskih proizvođača slastica i hrane za doručak, kao što su Bahlsen i Newlat Buitoni, Haribo, Kellogg’s i Natais.

## Vanjske poveznice
- Službene stranice tvrtke  Arhivirana inačica izvorne stranice od 8. veljače 2012. (Wayback Machine)